# جورج باركر (رسام)
جورج باركر (بالإنجليزية: George Barker)‏ هو رسام أمريكي، ولد في 9 مايو 1882 في أوماها في الولايات المتحدة، وتوفي بنفس المكان في 1965.